# The Way Back – Der lange Weg
The Way Back – Der lange Weg ist ein polnisch-US-amerikanisches Filmdrama aus dem Jahr 2010. Die Literaturverfilmung des Romans Der lange Weg: Meine Flucht aus dem Gulag  von Sławomir Rawicz erzählt die Geschichte einer Gruppe Häftlinge, die während des Zweiten Weltkrieges aus dem Gulag in Sibirien flieht und allen Widrigkeiten zum Trotz über die Mongolei nach Britisch-Indien entkommt.

## Handlung
Während des Zweiten Weltkrieges im von der Sowjetunion besetzten östlichen Teil Polens wird im Rahmen der Stalinschen Säuberungen der junge Pole Janusz Wieszczek beschuldigt, ein ausländischer Spion zu sein. Durch ein erzwungenes Geständnis seiner Ehefrau wird er zu 20 Jahren Zwangsarbeit verurteilt und in einen Gulag nach Sibirien gebracht. Das Leben dort ist hart und die Essensrationen sind knapp. Neben den politischen Gefangenen sind auch Diebe und Mörder im Lager, die grausam sind und kein Mitleid kennen. Janusz lernt den russischen Schauspieler Khabarov kennen, der ihm Hoffnung zu geben scheint, indem er zu wissen vorgibt, wie man aus dem Gulag ausbrechen könnte. Man brauche nur etwas Zeit, um sich Vorräte für die Flucht anzusammeln. Doch weder scheint Janusz, nachdem er für die Zwangsarbeit im Bergwerk eingeteilt worden ist, dies bis dahin zu überleben, noch meint es Khabarov ernst mit ihm. Der US-amerikanische Ingenieur Smith stellt sich mit dem Vornamen Mister vor und erklärt Janusz, dass Khabarov lediglich ein Blutegel sei, der seine Lebenskraft aus der Hoffnung anderer beziehe. Aber da Mr. Smith sein eigenes Überleben im Bergwerk auf nicht länger als sechs Monate schätzt, drängt er seinerseits Janusz zum Ausbruch.
Nachdem Mr. Smith bei einem Marsch zur Arbeit in einem Schneesturm durch sein couragiertes Auftreten den Wachleuten gegenüber zahlreichen Gefangenen das Leben gerettet hat, plant Janusz gemeinsam mit ihm sowie mit weiteren Verbündeten die Flucht: dem jugoslawischen Buchhalter Zoran, dem lettischen Priester Voss und zwei polnischen Landsmännern, dem nachtblinden Kazik und dem Künstler Tomasz. Außerdem hat sich der russische Kriminelle Valka durch Erpressung und als Besitzer eines Messers den Fluchtwilligen zugesellt. Janusz schätzt die Entfernung zum südlich gelegenen Baikalsee auf etwa 500 km, dessen Ufer sie folgen und schließlich die Grenze zur Mongolei überqueren wollen. Beim nächsten Schneesturm warten sie bis zum Wachwechsel, schalten einen Generator ab, schneiden den Stacheldrahtzaun auf und fliehen durch die Wälder, während der Schneesturm die Spuren verwischt und eine Verfolgung nahezu unmöglich macht. Obwohl ihnen die Flucht gelingt, müssen sie übliche Wege meiden, da auf sie ein Kopfgeld ausgesetzt ist. Als der Proviant sich dem Ende neigt und es der Gruppe immer schlechter geht, schlägt Valka vor, dass man stehlen gehen solle, um sich zu ernähren. Doch alle anderen sind dagegen, da sie keine Verbrecher seien. Kurz darauf verstirbt Kazik, der sich wegen seiner Nachtblindheit im Dunkeln verirrt und unweit ihres Lagerplatzes erfriert.
Nachdem die Gruppe auf dem Weg zum Baikalsee in einer Höhle Unterschlupf gesucht hat, scheint es, als ob bald der Nächste sterben werde – doch Janusz findet schließlich den Weg zum Baikalsee. Während ihrer Reise meiden sie die Dörfer und ernähren sich von dem, was sie in der Natur finden. Irgendwann stößt die junge Polin Irena, ebenfalls auf der Flucht, zur Gruppe. Allerdings geht es den Reisenden durch den Nahrungsentzug immer schlechter, bis Valka sich von der Gruppe trennt, in einem Dorf auf Beutezug geht und Fleisch besorgt. Valka ist auch der Nächste, der die Gruppe verlässt. Bei der Überquerung der russisch-mongolischen Grenze entschließt er sich, nicht mit den anderen weiterzureisen, sondern in seinem Heimatland zu bleiben und dort sein Glück zu versuchen. Das trübt die gute Laune der Gruppe allerdings nicht, haben sie doch endlich mit der Mongolei ein vermeintlich freies Land erreicht. Bald jedoch müssen sie entsetzt feststellen, dass inzwischen auch hier der Kommunismus herrscht. Also entschließen sie sich, das Land zu durchreisen, um ins britisch regierte Indien zu kommen.
Sie ahnen dabei noch nicht, dass sie dafür wochenlang die Wüste Gobi durchqueren müssen. Die Strapazen sind so groß, dass sich ihre Vorräte schnell dem Ende neigen und die gesamte Gruppe kurz vor dem Tod steht. Durch Zufall entdecken sie eine verlassene Oase, die nicht nur Wasser spendet, sondern auch die Gelegenheit zum Regenerieren bietet. Aber auf dem Weitermarsch durch die Wüstenhitze kommt das Unausweichliche. So stirbt erst Irena an einem Hitzschlag, bevor es auch Tomasz trifft. Völlig erschöpft und dehydriert, dem Tod nahe, erreichen die übrigen Vier schließlich den südlichen Rand der Wüste und finden dort Wasser und Kleintiere als Nahrung, und kommen so wieder zu Kräften. Sie marschieren weiter nach Tibet und werden in Lhasa von buddhistischen Mönchen als Gäste empfangen. Mr. Smith plant, von hier aus einen amerikanischen Stützpunkt in China zu erreichen und von dort weiterzureisen. Die Mönche bieten der Gruppe an, bis zum Frühling zu warten, bevor sie den Himalaya überqueren würden, um nach Indien zu kommen. Janusz jedoch ist rastlos und kann, im Gegensatz zur Gruppe, nicht ruhen. Es drängt ihn, weiterzumarschieren und zu seiner Frau zurückzukehren, weswegen er sich alleine aufmacht. Zoran und Voss bemerken dies und folgen ihm quer durch das Himalayagebirge, bis die Drei nach zwölf Monaten Fußmarsch endlich in Indien angelangen, wo sie in Freiheit sind und als Gäste empfangen werden.
Doch noch gelangt Janusz nicht zu seiner Frau. Erst nachdem die Weltgeschichte ihren Lauf genommen und Ereignis um Ereignis Aufstieg und Fall des Kommunismus durchschritten hat, kann er 1989 in das nun freie Polen reisen und nach gut 50 Jahren seine geliebte Frau wiedersehen.

## Produktion
Der Film wurde produziert von Imagenation Abu Dhabi, Exclusive Media Group, Spitfire Pictures und National Geographic Entertainment. Für den Dreh des Films wurde ein 5.000 Quadratmeter großes Gulag-Set in Bulgarien aufgebaut. Noch fünf Jahre nach dem Dreh wurde das Set für andere Filme genutzt.

## Veröffentlichung
Das Museum of Tolerance International Film Festival des Simon Wiesenthal Center startete am 13. November 2010 mit dem Film.

## Kritik
„In wuchtigen Landschaftspanoramen, die die Kleinheit des Menschen betonen, erzählt das Drama vom Ausgesetztsein von Menschen in einer Lage, in der angesichts unmenschlicher Umstände die eigene Humanität auf dem Spiel steht. Weniger an der konkreten historischen Geschichte und an einer psychologischen Erkundung der Charaktere interessiert, geht es dabei um die ‚conditio humana‘ in Grenzsituationen.“

„Es ist noch das kleinste Übel, dass Weirs Film ein Buch zugrunde liegt – ‚Der lange Weg: Meine Flucht aus dem Gulag‘ von Sławomir Rawicz –, das höchst umstritten ist, weil es vielleicht eine wahre Geschichte erzählt, aber nicht die des Autors selber ist, obwohl sie so ausgegeben wird. Schwieriger wiegt schon, dass die Individuen nur knapp angerissen und grob motiviert werden, so dass trotz großer Stars (unter denen sich auch der deutsche Sebastian Urzendowsky tummelt) die Figuren sehr holzschnittartig bleiben. Und trotz der großartigen Panoramen und Landschaftsbilder, die Kameramann Russell Boyd eingefangen hat, bleibt die Bedrohung durch die Natur oft nur behauptet, wird nicht, wie sonst doch immer bei Weir, schmerzhaft erfahrbar.“

„The Way Back ist so groß, wie ein Film nur sein kann.“

„Weir lässt den Zuschauer an den unglaublichen physischen und psychischen Strapazen seiner Figuren teilhaben.“

„Peter Weir auf der Höhe seines Schaffens.“

## Auszeichnungen
- eine Nominierung bei der Oscarverleihung 2011 für das Beste Make-Up
- eine Auszeichnung beim irischen Filmpreis IFTA Award (Beste Nebendarstellerin – Saoirse Ronan) und eine weitere Nominierung (Bester Nebendarsteller – Colin Farrell)
- eine Nominierung für den London Critics’ Circle Film Award für den Besten britischen Nachwuchsdarsteller

## Veröffentlichung
The Way Back startete am 21. Januar 2011 in den Kinos und konnte bei einem Produktionsbudget von etwa 30 Mio. US-Dollar weltweit lediglich etwas mehr als 20 Mio. US-Dollar an den Kinokassen wieder einspielen. In Deutschland startete der Film am 30. Juni 2011 und ist seit dem 25. November 2011 als DVD erhältlich.

## Trivia
- Die Sachbuchautorin Anne Applebaum wirkte als historische Beraterin an dem Film mit.[8]